# Comité Internacional de Críticos de Arquitectura
| CITA            | CITA                                              |
| --------------- | ------------------------------------------------- |
| spanisch        | Comité Internacional de Críticos de Arquitectura  |
| deutsch         | Internationales Komitee der Architekturkritiker   |
| Französisch     | Comité International des Critiques d’Architecture |
| englisch        | International Committee of Architectural Critics  |
| Gründungsdatum: | 26. Oktober 1978                                  |
| Sitz:           | Paris                                             |
| Präsident       | Joseph Rykwert (U.S.A.)                           |
| Website:        | www.cicarchitecture.org                           |

Das Comité Internacional de Críticos de Arquitectura (CICA) wurde am 26. Oktober 1978 während des 13. Weltkongresses des Internationalen Verbandes der Architekten (UIA) in Mexiko-Stadt gegründete und ist der internationale Komitee der Architekturkritiker.
Der Sitz der Non-Profit-Organisation wurde aufgrund der räumlichen Nähe zum UIA in Paris festgelegt. Ferner lag dort der Hauptwohnsitz des langjährigen Vorsitzenden Pierre Vago. Der „Sitz“ des Sekretariats wurde wegen Jorge Glusberg ursprünglich in Buenos Aires gelegt, kann aber auf Beschluss je nach Hauptwohnsitz der Vorsitzenden weltweit verlegt werden. Zu den Gründungsmitgliedern zählten Namen wie Pierre Vago, Bruno Zevi, Max Blumenthal, Mildred Schmertz, Blake Huges, Jorge Glusberg, Louise Noëlle Gras de Mereles und Julius Posener.

## CICA-Preise
Ursprünglich trugen die Preise des Komitees den Namen CICA Award. Seit 2003 wurden die CICA-Preise mit Namen der CICA-Gründungsmitgliedern benannt. Die Verleihung des CICA Book Awards als erstem CICA-Preis wurde beim 14. UIA-Weltkongress 1981 beschlossen. CICA-Sonderpreise gab es für die China Architecture & Building Press (CABP) und den Springer-Verlag für die Serie World Architecture: A Critical Mosaic 1900-2000.
Preisträger (Auswahl)
- Manfredi Nicoletti; erster Preisträger des CICA Book Award
- James Marsden Fitch und Kenneth Frampton; erste Preisträger des CICA Prize for Journalism
- Arthur Drexler; erster Preisträger des CICA Award for a Preface or Introduction to an Exhibition Catalogue
- Alan Colquhon
- Geoffrey Jellicoe
- Roger Connah
- William Curtis
- Heinrich Klotz
- David Leatherbarrow; CICA Bruno Zevi Book Award
- Mohsen Mostafavi; CICA Bruno Zevi Book Award
- Architectural Review (ARK, Finnland); CICA Pierre Vago Award for Architectural Journalism
- Terence Riley/Barry Bergdoll; CICA Julius Posener Award 2003 for an architectural exhibition catalogue text